# Mustangové (hudební skupina)
Mustangové byla česká country hudební skupina.

## Historie
V roce 1964 ji založili František Prošek se svým bratrem, Janem Bošinou a Zdeňkem Skarlandtem. Ve skupině v letech 1967–8 působil Jiří Fallada, v letech 1967–1969 a 1970–1973 houslista Petr Bryndač, od roku 1968 do konce roku 1969 Petr Třebický V roce 1968 emigroval Jiří Fallada, nahradil ho Václav Vebr. Skupina se v roce 1969 rozpadla, Petr Bryndač se vrátil k Greenhorns a na konci roku 1969 odešli Zdeněk Skarldandt, Václav Vebr a Petr Třebický do skupiny Kamarádi táborových ohňů. V roce 1970 skupina obnovila činnost, kdy přišel do skupiny  Ivan Mládek a vrátil se  Petr Bryndač. V roce 1973 se Petr Bryndač opět vrátil ke Greenhorns. V roce 1974 odešli Ivan Mládek a Jan Bošina. Skupina zanikla v roce 2020 po úmrtí Františka Proška.

## Diskografie
- Mustangové '74 (1974)
- Máma (1993)
- Pohádka (1995)
- Táta (1996)